# Delight
《Delight》是日本女歌手miwa的第3張專輯，於2013年5月22日由Sony Music Records發行。這張距離前作《guitarium》約1年2個月的專輯共收錄了11首歌曲，當中包括單曲《向着光》（ヒカリヘ）、《WHISTLE～與你在一起的日子～》及《奇蹟》。
首批發行限量版額外收錄了2012年12月22日Zepp Tokyo、2013年3月30日下北澤Loft的演唱會精華片段和《Smile》（スマイル）的音樂錄影帶。另外，隨碟還附送巡迴演唱會門票優先預約單張。
《Delight》是繼miwa首張專輯《guitarissimo》以來，第2張登上Oricon公信榜專輯週榜第1位的專輯。這也是miwa首次在專輯發行當月便獲日本唱片協會認定為金唱片。

## 收錄曲目
| 曲序     | 曲目                            | 时长  |
| -------- | ------------------------------- | ----- |
| 1.       | Delight                         | 5:24  |
| 2.       | 向着光（）                      | 4:52  |
| 3.       | 321                             | 4:13  |
| 4.       | 再見（）                        | 4:40  |
| 5.       | Sparrow                         | 5:03  |
| 6.       | WHISTLE～與你在一起的日子～（） | 4:58  |
| 7.       | 奇蹟（）                        | 4:40  |
| 8.       | My Best Friend                  | 2:13  |
| 9.       | LOUD!～打倒憂鬱～（）           | 4:58  |
| 10.      | Napa                            | 5:09  |
| 11.      | 體溫（）                        | 4:40  |
| 总时长： | 总时长：                        | 50:52 |

## 外部連結
- Sony Music（页面存档备份，存于）（日語）
- 台灣索尼音樂